# Christian Forestier
Pour les articles homonymes, voir Forestier (homonymie).
 (12 août 2025).
Le texte peut changer fréquemment, n’est peut-être pas à jour et peut manquer de recul. N’hésitez pas à participer, en veillant à citer vos sources.
Christian Forestier, né le 8 décembre 1944 à Aubière (Puy-de-Dôme) et mort dans la nuit du 11 au 12 août 2025 à Teilhet (Puy-de-Dôme), est un haut fonctionnaire français. Homme influent au sein de l'Éducation nationale où il effectue toute sa carrière, il est politiquement marqué à gauche et est proche de Laurent Fabius.

## Biographie

### Formation
Après des études au lycée Blaise-Pascal de Clermont-Ferrand, Christian Forestier suit une formation d'ingénieur en électronique à l'Institut national des sciences appliquées de Lyon, puis il obtient en 1971 un diplôme d'études approfondies (DEA) en physique, et il travaille comme maître auxiliaire tout en préparant son doctorat en sciences (doctorat d'État) de spécialité physique et électronique, obtenu en 1981 à l'Université Claude-Bernard-Lyon-I. Activiste de Mai 1968 et membre de l’Union des étudiants communistes, pendant toute sa vie professionnelle il partage les idées de la gauche contre l'élitarisme dans l'enseignement.

### Enseignant-chercheur et président d'université
Après deux ans de professorat au lycée Étienne Mimard de Saint-Étienne, Christian Forestier entre comme enseignant-chercheur à l’Institut universitaire de technologie (IUT) de Saint-Étienne, qui venait d'être fondé en 1967, c'est-à-dire à l'université de Saint-Étienne, créée officiellement le 27 mars 1969.  Il y participe à la mise en marche et exerce ensuite plusieurs responsabilités administratives. Il est en 1976-1977 directeur de l’IUT de Saint-Étienne, d'abord ad interim, puis confirmé par le conseil de l'IUT, mais pour des enjeux politiques, il en est écarté par le secrétaire d'État Alice Saunier-Seïté. De 1975 à 1978, il occupe le poste de vice-président de l’université de Saint Étienne et de 1978 à 1981 il est président de l’université de Saint-Étienne.

### Recteur et fonctions au sein de l'Administration centrale de l'Éducation nationale
En 1981, le socialiste François Mitterrand est élu à la présidence de la République. Le nouveau ministre Alain Savary choisit Christian Forestier comme recteur de l'académie de Reims — nomination politique. Il est, au moment de sa nomination le 10 novembre 1981, le plus jeune recteur en France,. Il alterne ensuite les fonctions de recteur d'académie avec des postes au ministère de l’Éducation Nationale.
Il contribue à la mise en place de nouveaux lycées à Reims et Sainte-Savine près de Troyes, à la création de plusieurs Brevets de technicien supérieur (BTS) et à la création de diplômes universitaires de technologie en informatique.
Après Reims, il est recteur de l’académie de Dijon du 13 avril 1983 à 1985, au moment de l'introduction de la loi Savary sur la réforme des universités.
De 1985 à 1986, au sein de l'administration centrale, il est d’abord chargé de mission pour l’enseignement technologique supérieur au cabinet du secrétaire d’État à l’Enseignement technique et technologique Roland Carraz, et de 1985 à 1988 inspecteur général de l’Éducation nationale, groupe « sciences et techniques industrielles ». En 1985, il aide le maire de Roanne Jean Auroux à créer, contre l'avis du Gouvernement, un IUT à Roanne grâce à des turbo-profs faisant la navette entre Saint-Étienne et Roanne.
Il est ensuite recteur de l’académie de Créteil de 1989 a 1992. Il met l'accent sur la formation des chefs d'établissement et l'enseignement professionnel. En 1991, il ouvre la première math-sup en Seine-Saint-Denis, et l'université à Marne-la-Vallée.
Dans un second temps, il est de 1992 à 1995 directeur des lycées et collèges du ministère de l’Éducation nationale, et de 1995 à 1998 directeur général des enseignements supérieurs du ministère de l’Éducation Nationale, de l’Enseignement Supérieur et de la Recherche. Dans ces fonctions, il est membre du conseil de l’ordre des Palmes académiques, et à partir de décembre 1995 membre du conseil d'administration de l'École nationale d'administration. Il réactive en 1995 les Conseils d'établissement, créés par un de ses prédécesseurs au ministère, le recteur Armand Frémont (1989-1991), mais qui étaient « mis en veilleuse » par le ministre François Fillon (1993-1995).
De 1998 à 2000, il est pour la quatrième et dernière fois recteur d'académie, dans l’académie de Versailles.
En 2000, Jack Lang, nommé par Lionel Jospin ministre de l’Éducation nationale en remplacement de Claude Allègre, le choisit comme directeur de cabinet. Il occupe cette fonction jusqu'à l'arrivée au pouvoir du Gouvernement Jean-Pierre Raffarin (1). Il quitte alors le ministère.

### Administrateur général du Cnam
En août 2008, Christian Forestier est nommé administrateur général  du Conservatoire national des arts et métiers (CNAM) par décret du président de la République Nicolas Sarkozy. En 2010, après le tremblement de terre de janvier à Haïti, il initie une aide d'urgence et ouvre en Haïti des cours gratuits pour 600 étudiants haïtiens. Christian Forestier développe par ailleurs au CNAM une stratégie de partenariats avec d'autres établissements d'enseignement en France et en dehors de la France avec Safran, avec la Fédération française des services à la personne et de proximité , au Luxembourg et au Maroc,. À la fin de son mandat, en 2013, il est remplacé à la tête du CNAM par Olivier Faron.

### Conseiller d'enseignement
De 2002 à sa retraite de haut-fonctionnaire en 2013, Christian Forestier cumule ou alterne plusieurs fonctions.
En 2000, le ministère Jack Lang avait créé le Haut conseil de l’évaluation de l’école, et Christian Forestier va en être (en février 2003,) le deuxième président, succédant à Claude Thélot. De 2005 à 2011, il est l'un des neuf membres de ce conseil, renommé Haut Conseil de l'éducation. Dans cette fonction, il publie avec son prédécesseur le livre Que vaut l'enseignement en France ?, dans lequel il [Quoi ?]. Il est en 2007 membre de la Commission sur l'évolution du métier d'enseignant (commission Pochard).
De 2002 à 2008, il est professeur associé à l'Université Paris-Est-Marne-la-Vallée, où il est chargé d'un rapport sur la stratégie de l'université.
De 2004 à 2013, il est président du Centre d'études et de recherches sur les qualifications (CEREQ) et depuis 2004, il est membre du comité directeur du groupe de réflexion Institut Montaigne et conseiller d’Agir pour l’école. Cet organisme, créé en 2010 par l'Institut Montaigne, groupe de réflexion et l'enseignement expérimental d’Agir pour l'école ont inspiré Emmanuel Macron.
En 2010-2011, il copréside avec Odile Quintin, le comité de pilotage de la Conférence nationale sur les rythmes scolaires, installé par le ministre Luc Chatel. À la suite de cela, le ministre Vincent Peillon l'installe en juin 2012 membre du comité de pilotage pour la concertation sur la refondation de l'école française. Il défend le raccourcissement des congés d'été de huit à six semaines, et le rallongement de la semaine scolaire de 4 à 4,5 jours. Que les départements ont la responsabilité des transports scolaires, nécessiterait selon lui aussi une approche globale école-collège-lycée au niveau départemental. Pour la semaine de 4,5 jours, confronté avec une opposition d'enseignants, il se fâche et insulte les enseignants ce qui sera l'un des facteurs qui fera basculer les enseignants à rejeter la réforme des rythmes scolaires.

### Retraite
À l'approche de sa retraite d'Inspecteur général de l'enseignement en septembre 2013, Christian Forestier accepte quelques fonctions en marge de son travail : en 2012, il devient président du comité d’organisation des expositions du travail (COET), comité chargé de l’organisation du concours « Meilleur ouvrier de France ». De juin 2013 à juin 2014, il est président de la Fédération des AROÉVEN (Association régionale des œuvres éducatives et de vacances de l'Éducation nationale), fonction qu'il avait exercé déjà de 1989 à 2000.
Depuis sa retraite, il occupe différentes fonctions toujours liées à l'enseignement. De 2013 à 2014, il a une mission interministérielle sur la formation professionnelle (Affaires étrangères, Éducation nationale, Enseignement Supérieur et Recherche, Travail et Emploi). En 2013, il est nommé conseiller chargé de la formation professionnelle auprès de la Conférence des présidents d'université (CPU).
En 2014, il est président et rapporteur du Comité Champollion 3.0, qui prépare le changement de statut de l'université Champollion d'établissement public administratif en établissement public à caractère scientifique, culturel et professionnel.
En 2013, les écoles supérieures du professorat et de l'éducation (ÉSPÉ) sont créées. Dès lors, Christian Forestier sera président du conseil de quelques ÉSPÉ : de 2013 à 2015 il est président du conseil de l’ ÉSPÉ de Bourgogne (ÉSPÉ Dijon), en 2014 il est élu président du conseil de l'ÉSPÉ de Guyane et en janvier 2015, il est élu président du conseil de l'ÉSPÉ de Versailles. En 2018, il est membre du Conseil d'orientation stratégique du Réseau national des ÉSPÉ.
En 2014, il est élu président de la fondation santé des étudiants de France (FSEF).
En 2015, il est l'un des fondateurs et président de Pro Educ Consultants, institut privé. Il est nommé le 28 septembre 2015 un des douze premiers membres de l’Observatoire de l’enseignement technique agricole (OETA), créé le 15 juillet de cette année.

## Publications

### Thèse
- Mise en œuvre d'un système multi-microprocesseurs pour la résolution d'équations aux dérivées partielles et aux valeurs propres, thèse, 1981.

### Rapports officiels
- Les IUT 25ans après leur création, Rapport au ministre de l’Éducation Nationale, octobre 1990.
- Propositions pour une rénovation de la voie technologique, académie de Versailles, 1999[52].
- État de l'école, élément de diagnostic, (conférence) Clermont-Ferrand, 9 janvier 2004[53].
- L'enseignement technique et professionnel : efficace pour l‘insertion, mais socialement discriminant, article in: La Revue de l'inspection générale, 2005[54].
- Christian Forestier et Claude Thélot (avec Jean-Claude Emin), Que vaut l'enseignement en France ?, Éditions Stock, coll. « Essais - Documents », 2007, 312 p. (ISBN 978-2-234-06660-1 et 2-234-06660-3, lire en ligne).
- Du bon usage des évaluations, in: administration et éducation n° 3, 2007, p. 155-174.
- Conclusions des travaux sur l'évolution du statut du CUFR JF Champollion, 2014.
- Les défis de l’employabilité durable. La formation professionnelle initiale dans le monde, Revue internationale d’éducation de Sèvres 71, 2016 p. 31-41 [55].

### Contributions
- « Signal, code, message » in Sept études sur le signe et le signal, Université de Saint-Étienne, 1980, p. 8-18
- Jacques Mazeran (avec William Experton, Christian Forestier, André Gauron, Serge Goursaud, Albert Prévos, Jamil Salmi et Francis Steier), Les enseignements supérieurs professionnels courts : Un défi éducatif mondial, Hachette Éducation, coll. « Profession enseignant », 2007, 191 p. (ISBN 978-2-01-170934-9 et 2-01-170934-2).

## Distinctions
- Commandeur de la Légion d'honneur le 12 juillet 2013[56],[57]
- Officier de l'ordre national du Mérite[58].
- Commandeur de l'ordre des Palmes académiques [59]